# الیزه لسلی
الیزه لسلی (به انگلیسی: Elsie Leslie) (زاده ۱۴ اوت ۱۸۸۱-درگذشته ۳۱ اکتبر ۱۹۶۶) بازیگر آمریکایی بود.او اولین ستاره کودک آمریکایی و  مشهورترین بازیگر خردسال دوران خود بود که بالاترین دستمزد را دریافت می‌کرد.

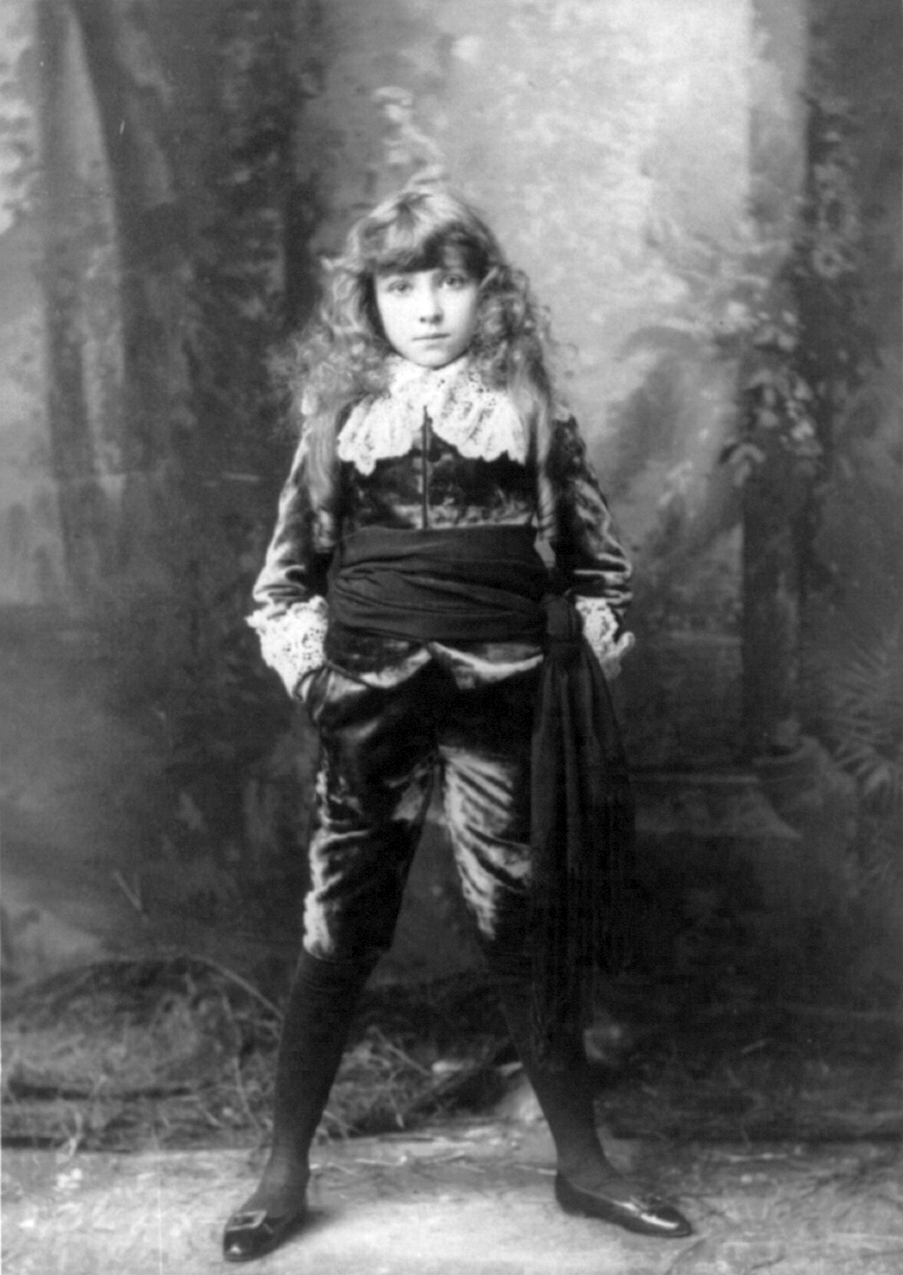
الیزه لسلی (۱۸۸۸)، عکس توسط ناپلئون سارونی گرفته شده است.